# Jonny Fischer
Jonathan «Jonny» Fischer (* 3. Dezember 1979 in Läufelfingen, Schweiz) ist einer der erfolgreichsten Schweizer Komiker. Zusammen mit seinem Bühnenpartner Manuel Burkart tritt er als Duo im Cabaret Divertimento in der ganzen Schweiz auf. Zudem war er schon als Moderator im Schweizer Radio und Fernsehen und als Juror in Casting-Shows zu sehen.

## Leben

### Kindheit
Jonny Fischer wuchs in einem streng christlichen Elternhaus mit fünf Geschwistern in Läufelfingen auf. Sein Vater hatte mit starken psychischen Problemen zu kämpfen. Diese äusserten sich innerhalb der Familie anhand von Verachtung und Wutausbrüchen, in denen er oftmals handgreiflich wurde. Der strenge christliche Glaube spielte in Fischers Kindheit eine grosse Rolle. Der Vater vermittelte dem jungen Jonny, dass Gott sowohl alles sieht wie auch alles bestraft.
Eine gute Ablenkung war für ihn damals die Musik. Schon als Primarschüler übte er auf seinem Euphonium. 1989, zwei Jahre vor Jonny Fischers Eintritt ins Progymnasium, gründete sein Vater seine eigene Freikirche, da ihm die bisherigen Kirchen zu wenig radikal waren. Jonny begleitete die Gottesdienste seines Vaters mit Gesang. Gemeinsam mit seiner Familie probte er regelmässig unter der Woche als Band für die Kirche. Die Kirche des Vaters wurde für Jonny Fischer jedoch zur Hölle, da sich diese schnell als eine Art Sekte entpuppte. So beschloss Fischer 1995, aus der Kirche seines Vaters auszutreten. Der Austritt fiel ihm zwar sehr schwer, es war jedoch auch eine enorme Entlastung für ihn.

### Ausbildung
In der Schule engagierte sich Fischer für diverse künstlerische Projekte wie Schultheater oder Konzerte. Ausserdem wurde er mit fünfzehn in die Nationale Jugend Brass Band aufgenommen, mit der er im Sommer durch die Schweiz tourte. Zwischen 1995 und 1996 entschied er sich, nach Abschluss der obligatorischen Schulzeit die Schule zu beenden und nicht aufs Gymnasium zu wechseln. Stattdessen begann er eine Lehre als Verkäufer im Milchhüsli in Liestal. Er begann 1997 die Ausbildung am Lehrerseminar Sankt Michael in Zug, das ein christliches Internat ist. Hier konnte sich Fischers Kreativität voll entfalten. Er begann mit Sologesang, gründete eine A-cappella-Gruppe, organisierte in den folgenden Jahren viele musikalische Veranstaltungen und machte in diversen Musicals und Theaterstücken mit.
Zwischen 1999 und 2002 traf Fischer das erste Mal auf seinen heutigen Bühnenpartner Manuel Burkart. Die beiden haben sich auf Anhieb sehr gut verstanden, da sie sich gegenseitig für ihre schauspielerischen Künste bewunderten. So begannen die beiden damit, nur aus Spass mit Musik und Kostümen herumzuscherzen. Aus Spass wurde schnell Ernst, als Jonny und Manuel an der «Music Night» des Internats ihren ersten offiziellen Auftritt vor etwa zweihundert Zuschauern hatten. Das Duo kam mit seinen komödiantischen Spässen beim Publikum sehr gut an. Im Jahr 2000 fand im Internat ein grosses Fest statt, das Besucher aus dem ganzen Kanton empfing. Hierfür studierten Jonny und Manuel zwei Nummern ein. Auch diese Show war ein voller Erfolg, und so führte das Duo seine Shows auch an Geburtstagen, Hochzeiten und Firmenanlässen auf.
Parallel zur Ausbildung als Lehrer beschäftigte er sich weiterhin mit Comedy-Projekten. Am 7. April 2002 trat Fischer zusammen mit Burkart im Lorzensaal Cham mit dem neuen Programm «Kultimulturell» auf. Die Vorstellung im vollen Saal war wiederum ein Erfolg. Da die beiden ab diesem Moment sehr viele Auftritte hatten, brauchten sie einen Manager. Dieser brachte ihre Karriere erst richtig in Gang. Sie traten nun unter dem Namen Cabaret Divertimento auf.
Seine Lehrerausbildung schloss Fischer 2002 mit Bestnoten ab. Er bewarb sich an der Rudolf-Steiner-Schule in Baar und durfte nach den Sommerferien seine erste Klasse unterrichten.

### Karriere mit dem Komikerduo
Auch Divertimento entwickelte sich prächtig. Zwischen 2002 und 2005 traten Jonny und Manuel an diversen Jungbürgerfeiern, Ärztekongressen und Generalversammlungen auf. Sie gaben sogar Shows in Kleintheatern. 2005 gab Fischer den Lehrerberuf an der Rudolf-Steiner-Schule auf. Er widmete sich von nun an ganz Divertimento. Bald schon starteten die beiden ihre erste Tour mit dem Programm «Zuvielisation». Im folgenden Jahr spielten sie an 25 verschiedenen Orten. Tatsächlich brachte ihnen Divertimento so viel Geld ein, dass sie beide gut davon leben konnten. Im Frühling 2007 reiste Fischer zur Verleihung des Prix Walo. Divertimento hatte es geschafft, für das Jahr 2006 in der Sparte Kabarett/Komödie nominiert zu werden. Sie gewannen damit ihren ersten Künstlerpreis.
Anfang 2008 neigte sich die erste professionelle Tour von Divertimento dem Ende zu. Kurz darauf kam es zu einigen Streitigkeiten zwischen Jonny und Manuel. Der Druck wurde zunehmend grösser, und bei der Entwicklung des neuen Programms zeigte sich immer deutlicher, wie verschieden die beiden sind. Es fiel dem perfektionistischen Fischer immer schwerer, mit seinem Bühnenpartner zusammenzuarbeiten. Während Burkart die Planung eher gelassen und spontan anging, musste für Fischer jedes Detail klar festgelegt werden. Von 2008 bis 2011 trat Divertimento trotz der Streitigkeiten schon die nächste Tour mit dem neuen Programm «Plan B» an, mit dem sie ihre bisherigen Leistungen wiederholt übertrafen. Im September 2011 führten die beiden durch die Eröffnung des Fussballstadions Swissporarena in Luzern. Im Februar 2012 startete Divertimento seine dritte Tour mit dem Programm «Gate 10». Die Tickets für die Show waren innerhalb kürzester Zeit ausverkauft.
Der Druck stieg gewaltig, und Fischer verausgabte sich dermassen, dass er Ende Juni 2012 eine dreiwöchige Pause in einer psychiatrischen Klinik in Bad Birnbach in Bayern einlegen musste. Die Herbsttour von Divertimento wurde deswegen vorübergehend abgesagt. Mit diesem Schritt zog er die Notbremse, da ihm die Arbeit vorübergehend zu viel wurde und er seine mentale Gesundheit komplett vernachlässigt hatte. Nachdem Fischer alles Nötige in seinem Privatleben hatte regeln können, wurde die Tour von Divertimento fortgeführt. 2015 spielte Divertimento zwei Mal im Hallenstadion das Programm «Gate 10» als grosses Finale seiner Tour, die sie 2012 angetreten haben. 2014 startete der Vorverkauf für die Show im Hallenstadion. Die Tickets waren innerhalb von 30 Minuten ausverkauft. So einen schnellen Ausverkauf einer Show gab es zuvor noch nie in der Schweiz.
Anfang 2016 war Fischer zum ersten Mal ohne Bühnenpartner im Schweizer Fernsehen zu sehen. In der vierten Staffel von Die grössten Schweizer Talente sass er als einer von vier Juroren in der Jury. Im Herbst 2016 reiste er in der Divertimento-Pause nach Schottland, um für SRF 1 den Dreiteiler «Divertimento bei den Schotten» zu drehen. Dafür wanderte er zusammen mit Burkart drei Wochen durch das schottische Hochland. Im März 2017 erschien im Schweizer Fernsehen der Dokumentarfilm über die Entstehung des Programmes «Sabbatical» von Divertimento. In diesem Film zeigte sich erstmals, wie hart die Arbeit auf der Bühne für Jonny wirklich war.
Im Frühling 2017 wäre es fast zur Trennung von Divertimento gekommen. Jonny und Manuel waren komplett überarbeitet, und die Zusammenarbeit wurde fast unmöglich. Die Trennung blieb aus. Divertimento führte die Show «Sabbatical» seit 2016 auf und war auch 2022 noch auf Tour, da es durch die COVID-19-Pandemie zu einer provisorischen Pause der geplanten Tour kam.